# 吉合
吉合（1905年2月16日—1983年1月4日），河南郾城人。中国人民解放军将领、中国人民解放军开国少将。1955年获二级八一勋章、二级独立自由勋章、一级解放勋章。
吉合原名田德修，吉合是在苏联留学时用的学名，全称吉合诺夫，回国后为了方便简称吉合。
1920年参加冯玉祥将军的部队。第一次国共合作时期，受冯玉祥的派遣，赴苏联军校留学。1927年在莫斯科加入全苏列宁共产主义青年团，1931年7月，由共产国际派遣回国，同年9月加入中国共产党。红军时期，历任中共西北特委军事部长、红二十六军干训班主任、作战科长、中共绥远省委组织部长，1935年12月再次去苏联学习。1938年6月回国后，先在新疆做军事教育工作，以后担任党中央驻新疆代表陈潭秋同志的助手。1942年9月，被国民党新疆军阀盛世才拘禁，1946年经中共中央营救回到延安。
第二次国共内战时期，历任东北民主联军护路军东部副司令员、第六团团长、内蒙古军区参谋长。建国以后，出任中华人民共和国驻苏联大使馆武官。1950年8月1日，在中国驻苏使馆举行的中国人民解放军建军23周年庆祝会上，作为使馆武官主持宴会。当时解放军尚未实行军衔制，因此成为中华人民共和国成立后首位获准以少将军衔在国际场合公开亮相的将军。1955年正式授予中国人民解放军少将。。
1954年后，一直在军事科学院工作，担任中国人民解放军训练总监部军事科学和条令部副部长，后又调任军事科学院外国军事研究部副部长。1964年离职休养。文革中卷入新疆马明方叛徒集团案，被红卫兵要求证明秦化龙是叛徒，吉合反对红卫兵指控，在证词中写下：「秦化龍是好同志」「對敵鬥爭堅決」「不是叛徒」，随后受迫害被关押八年。1975年被平反。
文革后，吉合被彻底平反，1979年起担任军事科学院顾问、军事科学院纪律检查委员会委员、北京市政协委员会常委。 1983年1月4日，突发心脏病去世，享年77岁。

### 家庭
- 鄢儀貞（1917年4月8日—2000年8月6日）：吉合之妻，1937年前往延安并加入中共。
  - 吉新玉：吉合与鄢儀貞之女，1969年与陈潭秋之子陈楚三结婚。